# 칼라바르앙완티보
칼라바르앙완티보 (Arctocebus calabarensis) 또는 칼라바르포토는 로리스과에 속하는 곡비원류 영장류의 일종이다. 황금앙완티보 (Arctocebus aureus)와 함께 앙완티보속(Arctocebus)에 속한다. 포토원숭이 (Perodicticus potto) 및 다양한 로리스와 근연관계에 있다.
칼라바르앙완티보는 서아프리카의 우림, 특히 낙엽 지대에 산다. 시야가 트인 숲 지역인, 농장 지대에서 사는 것으로 알려져 있다. 분포 지역은 카메룬, 나이지리아 그리고 적도기니에 걸쳐 있다. 이 종의 이름은 나이지리아의 도시 칼라바르에서 유래했다.
칼라바르앙완티보의 몸무게는 266그램에서 465 그램 사이이다. 등 쪽의 털은 오렌지빛 노란색이고, 배 쪽은 잿빛 또는 흰색이며, 앞머리와 코에는 흰 선이 뚜렷하게 나 있다. 다른 로리스처럼, 이 앙완티보는 집게손가락이 매우 작은데, 이를 통해 나무가지를 강하게 붙잡을 수 있다. 앙완티보의 각 발의 두 번째 발톱은 털을 손질하기 데 쓸 수 있도록 발달되어 있다. 칼라바르앙완티보는 순막 (세 번째 눈꺼풀)을 지닌 유일한 영장류이다.
칼라바르앙완티보는 야행성이며, 수목형 동물이다. 그 범위 내에서 다른 야행성 원원류 보다 상당히 낮은 곳에 머물며, 일반적으로 땅 위 5미터와 15미터 사이에서 발견된다. 움직일 때는 나무 사이를 매우 천천히 오르며, 항상 적어도 3개의 손발을 한꺼번에 사용하여 가지를 붙잡는다. 낮 동안에 앙완티보는 나뭇가지에 매달려, 울창한 잎들 아래에서 잠을 잔다.
칼라바르앙완티보의 먹이는 주로 곤충으로 구성되어 있으며, 대부분 모충류를 먹지만 일부는 과일을 먹기도 한다. 다른 동물들이 먹지 않는 냄새가 심한 곤충을 먹을 것이다. 모충을 먹기 전에, 앙완티보는 독이 있을지도 모를 가시를 주의깊게 손으로 닦는다.
맹수와 마주쳤을 때, 칼라바르앙완티보는 공처럼 구르지만, 겨드랑이 밑에 입을 벌린 채로 버틴다. 맹수가 계속해서 공격하면, 앙완티보는 맹수를 물고서는 놓지 않는다.
칼라바르앙완티보는 먹이를 혼자서 찾아 다니지만, 각 수컷의 영역은 몇몇 암컷들의 영역과 겹친다. 앙완티보는 서로 털을 손질해주고 냄새 표지를 사용하여 군집생활의 유대를 강화한다. 짝짓기는 암컷의 발정 주기상의 마지막 단계에서만 이루어지고, 가지에 거꾸로 매달려 이루어진다. 암컷은 131일에서 136일 동안의 임신 기간 이후에 한 마리의 새끼를 낳고, 새끼들은 보통 1월과 4월 사이에 태어난다. 새끼는 눈을 뜬 채로 태어나고, 곧바로 어미의 털에 매달릴 수 있다.
근연관계에 있는 포토원숭이와 함께 칼라바르앙완티보는 패트릭 오브라이언의 유명한 소설 오브리―머투린 시리즈에 등장한다. 스티븐 머투린은 여행 중에 칼라바르앙완티보를 손에 넣고, 그것에 '터무니없는 애착'을 갖게 된다.
또한 제럴드 듀럴의 첫 번째 책, 너무 많이 실은 방주에서 앙완티보를 찾는 이야기가 다뤄진다.